# Sean Owen Roberts
Sean Owen Roberts (* in Vancouver, British Columbia) ist ein kanadischer Schauspieler.

## Leben
Roberts Eltern stammten aus dem Südviertel Vancouvers. Sie erzogen ihren Sohn nach den religiösen Bräuchen des Bahaitum. Er studierte an der University of British Columbia die Fächer Kulturanthropologie und Kunstgeschichte. Ab Beginn des 21. Jahrhunderts sammelte er erste schauspielerische Erfahrungen als Nebendarsteller in den Filmen Zickenterror – Der Teufel ist eine Frau und Come Together. Über Episodenrollen in Der Fall John Doe! oder Dead Like Me – So gut wie tot, größeren Serienrollen in 4400 – Die Rückkehrer und Intelligence war er 2007 in 22 Episoden der Fernsehserie Painkiller Jane in der Rolle des Riley Jensen zu sehen.
In den nächsten Jahren folgten weitere Episodenrollen in namhaften Fernsehserien wie Eureka – Die geheime Stadt, Human Target, Psych oder auch Supernatural. 2011 spielte er im Fernsehfilm Ice Road Terror die Rolle des Krem. Von 2012 bis 2014 stellte er den Charakter Logic in The Killing dar. Weitere größere Serienrollen mimte er 2018 in Sacred Lies, von 2018 bis 2020 in Loudermilk, 2019 in Critters: A New Binge sowie 2022 in Billy the Kid.

## Filmografie (Auswahl)
- 2001: Zickenterror – Der Teufel ist eine Frau (Saving Silverman)
- 2001: Come Together
- 2003: Der Fall John Doe! (John Doe, Fernsehserie, 2 Episoden)
- 2004: Dead Like Me – So gut wie tot (Dead Like Me, Fernsehserie, Episode 2x11)
- 2005: 4400 – Die Rückkehrer (The 4400, Fernsehserie, 2 Episoden)
- 2006: Stargate – Kommando SG-1 (Stargate SG-1, Fernsehserie, Episode 10x08)
- 2006: Intelligence (Fernsehserie, 4 Episoden)
- 2007: Desires of a Housewife – Menschen am Abgrund (When a Man Falls in the Forest)
- 2007: Alien Agent
- 2007: Painkiller Jane (Fernsehserie, 22 Episoden)
- 2007: Reaper – Ein teuflischer Job (Reaper, Fernsehserie, Episode 1x10)
- 2007: Masters of Science Fiction (Fernsehserie, Episode 1x06)
- 2007: Dragon Boys (Fernsehserie, 2 Episoden)
- 2008: Sharp as Marbles
- 2008: Vice
- 2008: Under One Roof (Fernsehserie, Episode 1x01)
- 2009: Graveyard Shift (Kurzfilm)
- 2009: Eureka – Die geheime Stadt (Eureka, Fernsehserie, Episode 3x12)
- 2009: Phantom Racer (Fernsehfilm)
- 2009: The Break-Up Artist
- 2010: Human Target (Fernsehserie, Episode 1x02)
- 2010: Die Sünden der Mutter (Sins of the Mother, Fernsehfilm)
- 2010: Psych (Fernsehserie, Episode 5x05)
- 2010: Random Walk (Kurzfilm)
- 2011: Goodnight for Justice (Mini-Serie, Episode 1x01)
- 2011: Ice Road Terror (Fernsehfilm)
- 2011: Supernatural (Fernsehserie, 3 Episoden)
- 2011: Behind the Fourth Wall (Kurzfilm)
- 2012: Fringe – Grenzfälle des FBI (Fringe, Fernsehserie, Episode 4x12)
- 2012: Fairly Legal (Fernsehserie, Episode 2x06)
- 2012: A Mother’s Nightmare (Fernsehfilm)
- 2012: Primeval: New World (Fernsehserie, Episode 1x03)
- 2012–2014: The Killing (Fernsehserie, 4 Episoden)
- 2013: Twist of Faith (Fernsehfilm)
- 2013: Motive (Fernsehserie, Episode 1x04)
- 2013: Cult (Fernsehserie, Episode 1x04)
- 2013: Red Widow (Fernsehserie, Episode 1x06)
- 2013: 12 Rounds 2: Reloaded
- 2013: Elysium
- 2013: Hell on Wheels (Fernsehserie, Episode 3x03)
- 2013: Secret Liaison
- 2013: Once Upon a Time in Wonderland (Fernsehserie, Episode 1x06)
- 2014: Once Upon a Time – Es war einmal … (Once Upon a Time, Fernsehserie, Episode 4x02)
- 2015: Red Machine – Hunt or Be Hunted (Into the Grizzly Maze)
- 2015: Chappie
- 2015: iZombie (Fernsehserie, Episode 1x02)
- 2015: Detective McLean (Fernsehserie, Episode 1x02)
- 2015: Blackstone (Fernsehserie, Episode 5x05)
- 2015–2016: The Romeo Section (Fernsehserie, 7 Episoden)
- 2016: The Flash (Fernsehserie, Episode 2x12)
- 2016: Frequency (Fernsehserie, Episode 1x01)
- 2016: Aftermath (Fernsehserie, Episode 1x11)
- 2017: When We Rise (Mini-Serie, Episode 1x03)
- 2017: Never Steady, Never Still
- 2018: The Magicians (Fernsehserie, Episode 3x01)
- 2018: The Arrangement (Fernsehserie, Episode 2x05)
- 2018: Ice (Fernsehserie, Episode 2x04)
- 2018: The 100 (Fernsehserie, Episode 5x04)
- 2018: NarcoLeap (Fernsehserie, Episode 1x01)
- 2018: Sacred Lies (Fernsehserie, 5 Episoden)
- 2018: Predator – Upgrade (The Predator)
- 2018–2020: Loudermilk (Fernsehserie, 2 Episoden)
- 2019: Chronicle Mysteries (Fernsehserie, Episode 1x02)
- 2019: Critters: A New Binge (Fernsehserie, 4 Episoden)
- 2019: The Murders (Fernsehserie, Episode 1x02)
- 2019: A Score to Settle
- 2019: 37-Teen
- 2020: Altered Carbon – Das Unsterblichkeitsprogramm (Altered Carbon, Fernsehserie, Episode 2x03)
- 2020: Dangerous Lies
- 2020: Psych 2: Lassie Come Home (Fernsehfilm)
- 2021: Batwoman (Fernsehserie, Episode 2x11)
- 2021: The Blind (Kurzfilm)
- 2021: Snake Eyes: G.I. Joe Origins
- 2021: Scott & Huutsch (Turner & Hooch, Fernsehserie, Episode 1x04)
- 2021: Brand New Cherry Flavor (Mini-Serie, 4 Episoden)
- 2021: Riverdale (Fernsehserie, Episode 5x12)
- 2021: The Now (Mini-Serie, Episode 1x13)
- 2021: Crimson Point
- 2022: Billy the Kid (Fernsehserie, 4 Episoden)